# Cycleswap
Cycleswap was een website waarop individuele eigenaren van fietsen en kleine fietswinkels fietsen konden aanbieden om te verhuren aan particulieren.
De vraag naar goedkope huurfietsen op het Amsterdam Science Park oversteeg het aanbod. David Knap, David Schogt, Wouter Florijn, Joran Iedema, Matthijs Otterloo, allen studenten van het Science Park, begonnen als oplossing hiervoor de website, zodat fietseigenaren hun fiets voor verhuur konden aanbieden. Dit begon in januari 2015. Bij de start had het platform 120 fietsen in haar database.
In maart 2016 werd de website overgenomen door het Amerikaanse Spinlister, eveneens actief op het gebied van het delen van fietsen.